# Vladímir Gorin
Vladímir Víktorovich Gorin, en ruso: Владимир Викторович Горин, (nacido el 13 de marzo de 1961 en Cherepovets, Rusia) es un exjugador de baloncesto ruso. Con 1.85 de estatura, su puesto natural en la cancha era el de base.

## Trayectoria
- Spartak Leningrado (1985-1986)
- CSKA Moscú (1986-1991)
- Spartak San Petersburgo (1991-1993)
- CSKA Moscú  (1993-1994)